# Barbara Laker
Barbara Laker (Kent, Inglaterra) es una periodista del Philadelphia Daily News quien junto con Wendy Ruderman fue galardonada con el Pulitzer al mejor reportaje de investigación en 2010 por una serie de artículos sobre irregularidades en una brigada policial de narcóticos, que condujo a una investigación del FBI.

## Biografía
Inmigró a Estados Unidos a los doce años; se graduó de la Escuela de periodismo de Missouri con especialidad en periodismo televisivo en 1979.
Con más de treinta años de experiencia periodística, ha trabajado en diarios como el Clearwater Sun y el Atlanta Journal-Constitution''. El Dallas Times-Herald y el Seattle Post-Intelligencer.
En 1993 ingresa al Philadeplhia Daily News desempeñándose como asistente de edición e investigación así como de reportajes en general, y en el 2010 recibió el premio por mejor reportaje de investigación junto con Wendy Ruderman gracias a la serie de artículos "Justice Tainted", que denunciaban irregularidades en una brigada policial de narcóticos realizada por la policía de Philadelphia, la que condujo a una investigación interna del FBI.

## Libros publicados
Busted: A Tale of Corruption and Betrayal in the City of Brotherly Love, HarperCollins, 2014, ISBN 978-0-06-208544-3.